# کلارک گایفورد
کلارک تیموتی گایفورد (انگلیسی: Clarke Timothy Gayford؛ زادهٔ ۲۴ اکتبر ۱۹۷۶) سیاست‌مدار اهل نیوزیلند است. وی همسر جاسیندا آردرن است.